# ديريك وايت
ديريك وايت (بالإنجليزية: Derek Whyte)‏ مواليد 31 أغسطس 1968 في غلاسكو، هو لاعب كرة قدم إسكتلندي دولي سابق كان يلعب كمدافع. سبق له أن لعب في كأس العالم لكرة القدم 1998 مع منتخب بلاده. لعب خلال مسيرته 556 مباراة سجل خلالها 9 أهداف.

## المسيرة الاحترافية

### أندية لعب لها
- نادي سلتيك
- نادي ميدلزبره
- نادي أبردين

## روابط خارجية
- ديريك وايت على موقع الاتحاد الدولي (مؤرشف)  (الإنجليزية)
- ديريك وايت على موقع الاتحاد الإسكتلندي (الإنجليزية)
- ديريك وايت على موقع قاعدة بيانات كرة القدم.إي يو (الإنجليزية)
- ديريك وايت على موقع ناشيونال فوتبول تيمز (الإنجليزية)
- ديريك وايت على موقع Soccerbase.com (لاعب) (الإنجليزية)
- ديريك وايت على موقع عالم كرة القدم.نت (الإنجليزية)